# Vincent Youmans
Pour l’article homonyme, voir Floyd Youmans.
Vincent Youmans est un compositeur et producteur américain de Broadway, né le 27 septembre 1898 à New York et mort le 5 avril 1946 à Denver.
Il est notamment l'auteur de chansons comme Tea for Two ou I Want to Be Happy. Il a aussi écrit de nombreuses musiques de films, dont celle de Carioca en 1933.

## Biographie
Vincent Millie Youmans est né à New York le 27 septembre 1898. Il grandit à Manhattan sur l'avenue de Central Park West. Son père est un fabricant de chapeaux prospère et la famille déménage bientôt dans le comté de Westchester de l'État de New York. Vincent Youmans y étudie d'abord à la Trinity School de Mamaroneck puis à l'Heathcote Hall de Rye. Il a l'ambition d'une carrière d'ingénieur, et démarre un cursus à l'université Yale qu'il abandonne rapidement. Il devient employé dans une société de courtage de Wall Street avant d'être mobilisé pour la Première Guerre mondiale. Il s'intéresse au théâtre et monte des spectacles musicaux pour les soldats de la Navy. De retour de la guerre il est pianiste professionnel, dans le style populaire Tin Pan Alley, employé chez T.B. Harms Company, puis il devient pianiste répétiteur pour le compositeur d'opérettes Victor Herbert.
Youmans écrit alors ses premières musiques pour Broadway. La comédie musicale No, No, Nanette connaît un énorme succès dans les années 1920 aux États-Unis et en Europe et les deux chansons Tea for Two et I Want to Be Happy (en), qu'il compose, deviennent d'incontournables classiques. À partir de 1927, Youmans produit ses propres spectacles. Cette année-là il rencontre le succès avec Hit the Deck!, mais connaît ensuite plusieurs échecs commerciaux, malgré le succès populaire de nombreuses de ses chansons.
Youmans a travaillé avec les plus grands paroliers et librettistes de Broadway : Herbert Stothart, Otto Harbach, Oscar Hammerstein II, Irving Caesar, Anne Caldwell, Leo Robin, Clifford Grey, Billy Rose, Edward Eliscu, Edward Heyman, Harold Adamson, Mack Gordon, Buddy De Sylva et Gus Kahn. Il collabore avec Ira Gershwin pour les chansons de Two Little Girls in Blue, puis avec Otto Harbach et Oscar Hammerstein II pour Wildflower. Son œuvre la plus marquante demeure néanmoins No, No, Nanette avec des paroles de Irving Caesar.
Les premières compositions de Vincent Youmans sont remarquables par leur économie musicale : des mots de deux, trois ou quatre notes répétés et modulés par des changements harmoniques et rythmiques subtils. Par la suite, vraisemblablement influencé par Jerome Kern, il se tourne vers des phrases musicales plus longues.
Vincent Youmans quitte Broadway en 1934 après une carrière professionnelle relativement brève et ne se produit à nouveau qu'en 1943 pour The Vincent Youmans Ballet Revue qui sera un désastre financier. Plus encore que ses contemporains, il a fait un usage répété d'un nombre assez restreint de mélodies, publiant moins de 100 titres mais dont 18 figurent dans la liste des classiques de l'ASCAP.
Il meurt de la tuberculose le 5 avril 1946 à Denver dans le Colorado. Il laisse derrière lui quantité d'œuvres non publiées. En 1970, son nom s'ajoute au Songwriters Hall of Fame.

## Comédies musicales de Broadway avec la musique de Vincent Youmans
- Two Little Girls in Blue (1921)
- Wildflower (1923)
- Mary Jane McKane (1923)
- Lollipop (1924)
- No, No, Nanette (1925, revived 1971)
- Oh, Please! (1926)
- Hit the Deck (1927)
- Rainbow (1928)
- A Night in Venice (1929)
- Great Day! (1929)
- Smiles (1930)
- Through the Years (1932)
- Take a Chance (1932); additional songs only
- The Vincent Youmans Ballet Revue (1943)

## Musiques de films
- No, No, Nanette (1930)
- Le Don Juan de l'escadre (Hit the Deck) (1930)
- Chanson de l'Ouest (Song of the West) (1930)
- What a Widow! (1930)
- Take a Chance (1933)
- Carioca (Flying Down to Rio) (1933)
- No, No, Nanette (1940)
- So You Want to Be in Pictures (1947)
- No, No, Nanette (Tea for Two) (1950)
- La Fille de l'amiral (Hit the Deck) (1955)

## Chansons
- An Invitation, paroles de Edward Heyman
- An Orphan Is the Girl for Me, paroles de Zelda Sears et Walter DeLeon
- Anyway, We Had Fun, paroles de Ring Lardner
- April Blossoms en collaboration avec Herbert Stothart, paroles de Otto Harbach et Oscar Hammerstein II
- Armful of You, paroles de Clifford Grey et Leo Robin
- Bambalina, en collaboration avec Herbert Stothart, paroles de Otto Harbach et Oscar Hammerstein II
- Be Good to Me, paroles de Ring Lardner
- Blue Bowery, paroles de Clifford Grey et Harold Adamson
- Bo Koo, paroles de Zelda Sears et Walter DeLeon
- The Boy Next Door, paroles de Otto Harbach et Schuyler Greene
- The Bride Was Dressed in White, paroles de Oscar Hammerstein II
- The Call of the Sea, paroles de Otto Harbach and Irving Caesar
- Carioca, paroles de Gus Kahn et Edward Eliscu ; nommé aux Oscars du cinéma dans la catégorie meilleure chanson originale
- Carry On Keep Smiling, paroles de Harold Adamson
- Chinese Party, The, paroles de Clifford Grey and Harold Adamson
- Come On And Pet Me, paroles de Oscar Hammerstein II et Otto Harbach
- Course I Will, en collaboration avec Herbert Stothart, paroles de Otto Harbach et Oscar Hammerstein II
- Crystal Lady
- Dancing Wedding, paroles de Clifford Grey et Harold Adamson
- David Frost
- The Deep Blue Sea, paroles de Irving Caesar et Otto Harbach
- Deep in My Heart, paroles de Zelda Sears et Walter DeLeon
- Diamond in the Rough, paroles de Oscar Hammerstein II
- Dolly, paroles de Ira Gershwin et Schulyer Greenew
- Does It Pay to Be a Lady?, paroles de William Rose et Edward Eliscu
- Dress Parade, paroles de Otto Harbach et Irving Caesar
- Drums in My Heart, paroles de Edward Heyman
- Fight Over Me, paroles de Irving Caesar et Otto Harbach
- Finaletto
- Flappers Are We, paroles de Irving Caesar et Otto Harbach
- Flying Down to Rio, paroles de Gus Kahn et Edward Eliscu
- Girl from Casimo, paroles de Oscar Hammerstein II et Otto Harbach
- Going Rowing, paroles de Zelda Sears et Walter DeLeon
- Goodbye Little Rosebud en collaboration avec Herbert Stothart, paroles de Otto Harbach et Oscar Hammerstein II
- Great Day, paroles de William Rose et Edward Eliscu
- Hallelujah, paroles de Clifford Grey et Leo Robin
- Happy Because I'm In Love, paroles de William Rose et Edward Eliscu
- The Harbor of My Heart, paroles de Clifford Grey et Leo Robin
- Hay Straw, paroles de Oscar Hammerstein II
- Here, Steward, paroles de Ira Gershwin
- Here's a Day to Be Happy, paroles de Clifford Grey et Harold Adamson
- Hit the Deck!, paroles de Irving Caesar
- Honey Bun, paroles de Zelda Sears et Walter DeLeon
- Hotcha Ma Chotch, paroles de Clifford Grey et Harold Adamson
- How Happy Is the Bride, paroles de Edward Heyman
- I Hear A Song
- I Know That You Know, paroles de Anne Caldwell
- I Like What You Like, paroles de William Rose et Edward Eliscu
- I Like You As You Are, paroles de Oscar Hammerstein II
- I Want a Man, paroles de Oscar Hammerstein II
- I Want to Be Happy, paroles de Otto Harbach et Irving Caesar
- I Want to Be With You, paroles de Buddy De Sylva
- If I Told You en collaboration avec Herbert Stothart, paroles de Otto Harbach et Oscar Hammerstein II
- If I Were You, paroles de Ring Lardner
- I'm Glad I Waited, paroles de Clifford Grey et Harold Adamson
- I'll Come Back to You, paroles de Edward Heyman
- It Must Be Love (Madness song)
- It's Every Girl's Ambition, paroles de Edward Heyman
- It's Going to Be a Great Day (See Great Day)
- I've Confessed to the Breeze I Love You', paroles de Otto Harbach et Irving Caesar
- Je Said Que Vous Et Jo (See I Know That You Know)
- Join the Navy, paroles de Clifford Grey et Leo Robin
- Kathleen Mine, paroles de Edward Heyman
- Keepin' Myself for You, paroles de Clifford Grey et Leo Robin
- Kinda Like You, paroles de Edward Heyman
- Kiss Or Two, paroles de Leo Robin
- La Marseilles, paroles de Clifford Grey et Harold Adamson
- Lady From The Bayou, paroles de Leo Robin
- Let Me Give All My Love to Thee, paroles de Oscar Hammerstein II
- Like He Loves Me, paroles de Anne Caldwell
- Loo Loo, paroles de Clifford Grey et Leo Robin
- Love in a Cottage, paroles de Zelda Sears et Walter DeLeon
- Love Is Like A Song, paroles de J. Russel Robinson et George Waggner
- Love, Your Magic Spell Is Everywhere, paroles de J. Russel Robinson et George Waggner
- Lucky Bird, paroles de Clifford Grey et Leo Robin
- Mary Jane Mckane avec la collaboration de Herbert Stothart, paroles de William Carey Duncan et Oscar Hammerstein II
- More Than You Know, paroles de Billy Rose et Edward Eliscu
- Music Makes Me, paroles de Gus Kahn et Edward Eliscu
- My Doctor, paroles de Irving Caesar et Otto Harbach
- My Lover, paroles de Clifford Grey et Harold Adamson
- My Mother Told Me Not to Trust a Soldier, paroles de Oscar Hammerstein II
- Nicodemus, paroles de Anne Caldwell
- No, No Nanette, paroles de Irving Caesar et Otto Harbach
- Nothing Could Be Sweeter, paroles de Clifford Grey et Leo Robin
- Oh, How I Long To Belong To Someone
- Oh Me, Oh My, Oh You, paroles de Ira Gershwin
- On the Golden Trail, paroles de Oscar Hammerstein II
- One Girl, The, paroles de Oscar Hammerstein II
- One Love, paroles de William Rose et Edward Eliscu
- Only a Moment Ago, paroles de Irving Caesar et Otto Harbach
- Open Up Your Heart, paroles de William Rose et Edward Eliscu
- Orchids in the Moonlight, paroles de Gus Kahn et Edward Eliscu
- Orienta, paroles de Ira Gershwin
- Pay Day Pauline, paroles de Irving Caesar et Otto Harbach
- Peach on the Beach, paroles de Otto Harbach et Irving Caesar
- Play the Game, paroles de William Rose et Edward Eliscu
- Quiche
- Rainbow, paroles de Oscar Hammerstein II
- Rally 'Round Me, paroles de Ring Lardner
- Rice and Shoes (Sweetest Girl), paroles de Ira Gershwin et Schulyer Greene
- Rise N' Shine, paroles de Buddy De Sylva
- The Road to Home, paroles de Edward Heyman
- Santa Claus, paroles de Otto Harbach
- Say Oui Cheri, paroles de J. Russel Robinson et George Waggner
- Say Young Man Of Manhattan, paroles de Clifford Grey et Harold Adamson
- Scarecrows, paroles de William Rose et Edward Eliscu
- She's Innocenten collaboration avec Paul Lannin, paroles de Ira Gershwin
- Shore Leave, paroles de Clifford Grey et Leo Robin
- Should I Be Sweet, paroles de Buddy De Sylva
- Si, Si, Si Senor, paroles de William Rose et Edward Eliscu
- The Silly Season, paroles de Ira Gershwin
- Smiles, paroles de Clifford Grey et Harold Adamson
- Soliloguy, paroles de Oscar Hammerstein II
- Something to Sing About', paroles de Clifford Grey et Harold Adamson
- Sometimes I'm Happy (Sometimes I'm Blue), paroles de Clifford Grey et Leo Robin
- Sweet as Sugar Cane, paroles de William Rose et Edward Eliscu
- Take a Little One Step, paroles de Zelda Sears et Walter DeLeon
- Tea for Two, paroles de Irving Caesar
- Telephone Girlie, paroles de Otto Harbach et Irving Caesar
- There's Something About Me They Like, paroles de Arthur Francis et Fred Jackson
- Through the Years, paroles de Edward Heyman
- Tie a String Around Your Finger, paroles de Zelda Sears et Walter DeLeon
- Time and a Half for Overtime, paroles de Zelda Sears et Walter DeLeon
- Time on My Hands, paroles de Mack Gordon et Harold Adamson
- Tom, Dick and Harry, paroles de Clifford Grey et Harold Adamson
- Too Many Rings Around Rosie, paroles de Otto Harbach et Irving Caesar
- The Trumpeteer and the Lover, paroles de Edward Heyman
- Two Little Girls in Blue, paroles de Ira Gershwin
- Utopia, paroles de Clifford Grey et Leo Robin
- Vincent Youmans Fantasy
- Virginia, paroles de Oscar Hammerstein II
- Waiting for You, paroles de Otto Harbach et Irving Caesar
- Wedding Bells Ring On, paroles de William Rose et Edward Eliscu
- (We're Off) On A Wonderful Trip, paroles de Ira Gershwin
- We're Off to India, paroles de Ira Gershwin
- What Can I Say?, paroles de Ring Lardner
- What's a Kiss Among Friends?, paroles de Clifford Grey et Leo Robin
- When I'm With the Girls, paroles de Ira Gershwin
- When We Are Married, paroles de Zelda Sears et Walter DeLeon
- Where Has My Hubby Gone?, paroles de Otto Harbach et Irving Caesar
- Who Wants to Love Spanish Ladies?, paroles de Oscar Hammerstein II
- Who's Who With You, paroles de Ira Gershwin
- Why Ain't I Home, paroles de Ring Lardner
- Why Oh Why, paroles de Clifford Grey et Leo Robin
- Wildflower en collaboration avec Herbert Stothart, paroles de Otto Harbach et Oscar Hammerstein II
- Without a Song, paroles de Billy Rose et Edward Eliscu
- You Can Dance with Any Girl, paroles de Otto Harbach et Irving Caesar
- You Started Something When You Came Along, paroles de Ira Gershwin
- You're Everywhere, paroles de Edward Heyman
- You're The One, paroles de J. Russel Robinson et George Waggner